# Terencio Thos y Codina

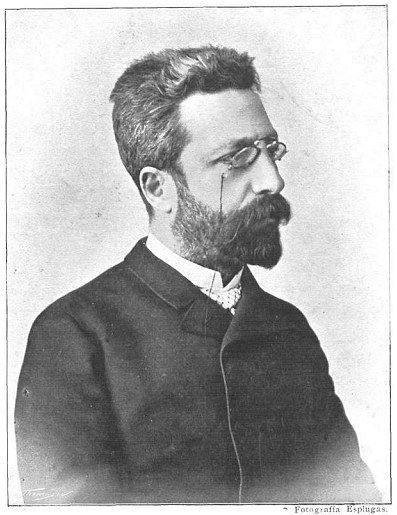
Thos y Codina, fotografiado por Antonio Esplugas Puig.

Terencio Thos y Codina (Mataró, 1 de septiembre de 1841 - ibíd. 27 de abril de 1903) fue un abogado, político, economista y escritor español.

## Biografía
Estudió las primeras letras en Mataró y en Barcelona Derecho y Filosofía y letras. Entre 1859 y 1860 se trasladó a Madrid con su hermano Silvino e hizo el doctorado en Filosofía y Letras, cuyo título obtuvo en 1860; dos años después hizo el de Derecho civil y canónico, el mismo año en que obtuvo su primer éxito en los juegos florales. Abogado (1863) y socio numerario de la Academia de Buenas Letras de Barcelona, colaboró en la prensa de la época, en especial en el Diario de Barcelona, para el que escribió una columna semanal desde 1867, y se integró en la Renaixença. En 1867 se casó con María de la Encarnación de Bofarull y de Palau, de la que tuvo cuatro hijos y que falleció en 1876. Fue profesor y vicedirector de la Escuela Valldemia y dirigió su Boletín hasta 1888. El 1876 fue nombrado Catedrático de la Escuela de Ingenieros Industriales de Barcelona y, más adelante, de Legislación industrial. Pero simultaneó esta tarea docente que le llevaba diariamente de Mataró a Barcelona con la de jurista y abogado que asesoraba a particulares, empresas y grandes corporaciones como la compañía minera para la que trabajaba su hermano, el Ayuntamiento de Mataró o el de Vilassar de Mar, de los que fue consejero, así como asesor de marina de los distritos de Mataró y Masnou o la hoy Caixa Laietana entre tantos otros. Asimismo fue catedrático de Economía Política. Entre 1877 y 1880 fue diputado provincial por Mataró por el partido conservador e impulsó importantes iniciativas. El 9 de agosto de 1881 se casó nuevamente con Mari Carmen Cabanyes y Rabassa. desde 1864 forma parte de la Comisión de la Academia de Bellas Artes para la restauración del Monasterio de Ripoll. Impulsó la primera exposición industrial y agrícola celebrada en Mataró. Contribuyó decisivamente a la creación de la Escuela de Artes y Oficios de Mataró, y fue uno de los impulsores del Círculo Católico; participó en la Associació Excursionista de Mataró, fundó la Asociación Artística Arqueológica Mataronesa, fue decano del Colegio de Abogados de Mataró y presidente de la junta de gobierno de la Caja de Ahorros de Mataró, embrión de la actual Caixa Laietana, entre otras iniciativas ciudadanas. En 1892 participó en la Asamblea catalanista de Manresa e impulsó el movimiento catalanista en Mataró y el Maresme e impulsó la carrera de algunos de los líderes de este movimiento, como Josep Puig i Cadafalch. Literariamente obtuvo su máximo prestigio al obtener el título de Mestre en Gay Saber en los Jocs Florals de 1887.

## Obras
Fuera de Lo llibre de la infantesa. Rondallari catalá, su obra no ha sido recogida y anda muy dispersa por todo tipo de publicaciones. Consiste en poesía, artículos y traducciones; escribió en español y catalán; como poeta, casi exclusivamente en catalán, y como periodista sobre todo en español. Entre 1864 y 1867 escribió un artículo semanal en el Diario de Barcelona de avisos y notícias; entre 1895 y 1896, también semanalmente, en el suplemento "Fulla catalanista" del Diario de Mataró y comarca. Entre 1868 y 1888 dirigió el Boletin del colegio de Valldemía, encargándose de los artículos de apertura. Ocasionalmente colaboró en Revista catalana, Revista de Catalunya, La Veu del Montserrat, La España Regional, La Veu de Catalunya, El Semanario de Mataró y la Revista mataronesa. Publicó poemas en el Calendari Català, l'Anuari català, La Renaixença, La Veu del Montserrat, La Ilustració Catalana, Almanaque literario del Ateneo Catalan, Semanario de Mataró, Noticiero mataronés, Fulla catalanista y La Costa de Llevant. 
Tradujo en Madrid con su hermano Silví la Mireia de Frédéric Mistral, pero ante la dificultad no acabó esta obra; en 1894 publicó su traducción al catalán de Tomás de Kempis Tractat de la Imitació de Christ, traduhit de la llengua llatina á sa primogénita la llengua catalana, per Terenci Thos y Codina, doctor en Dret y Mestre en Gay Saber. 

## Fuente
- Jaume VELLVEHÍ I ALTIMIRA. Terenci Thos i Codina (Mataró, 1841-1903). Un home de la Renaixença. Premi Iluro 2002. Mataró: Caixa d'Estalvis Laietana, 2003.

- Datos: Q9086108
- Multimedia: Therenci Thos i Codina / Q9086108